# Louise Shanahan
Louise Shanahan (* 26. Januar 1997 in Cork) ist eine irische Mittelstreckenläuferin, die sich auf den 800-Meter-Lauf spezialisiert hat.

## Sportliche Laufbahn
Erste internationale Erfahrungen sammelte Louise Shanahan beim Europäischen Olympischen Jugendfestival (EYOF) 2013 in Utrecht, bei dem sie in 2:08,75 min die Goldmedaille über 800 m gewann. Im Jahr darauf startete sie bei den Olympischen Jugendspielen in Nanjing und belegte dort in 2:08,29 min den sechsten Platz. 2016 schied sie bei den U20-Weltmeisterschaften in Bydgoszcz mit 2:08,43 min im Halbfinale aus und 2019 kam sie bei den U23-Europameisterschaften in Gävle mit 2:08,31 min nicht über die erste Runde hinaus. 2021 qualifizierte sie sich über die Weltrangliste für die Olympischen Sommerspiele in Tokio und schied dort mit 2:03,57 min im Vorlauf aus. Im Jahr darauf schied sie bei den Weltmeisterschaften in Eugene mit 2:01,71 min in der ersten Runde aus. Im August belegte sie bei den Europameisterschaften in München in 2:01,64 min den achten Platz. 2023 wurde sie bei der 3. Liga der Team-Europameisterschaft im Rahmen der Europaspiele in Chorzów in 2:03,39 min Erste. Im August kam sie bei den Weltmeisterschaften in Budapest mit 2:00,66 min nicht über den Vorlauf hinaus. Im Jahr darauf schied sie bei den Europameisterschaften in Rom mit 2:04,81 min in der Vorrunde aus.
In den Jahren von 2021 bis 2023 wurde Shanahan irische Meisterin im 800-Meter-Lauf im Freien sowie 2022 und 2024 in der Halle. Zudem wurde sie 2020 Hallenmeisterin im 1500-Meter-Lauf.

## Persönliche Bestleistungen
- 800 Meter: 1:59,42 min, 14. Mai 2021 in Belfast
  - 800 Meter (Halle): 2:01,67 min, 21. Februar 2021 in Dublin
- 1500 Meter: 4:13,27 min, 2. Mai 2022 in Chelmsford
  - 1500 Meter (Halle): 4:21,24 min, 3. Februar 2024 in Gent